# Ultimate++
Ultimate++ is een multiplatformtoolkit waarmee getracht wordt de complexiteit van de broncode te verminderen door het toepassen van vele functies uit C++.

## Hello World
Dit voorbeeld maakt een U++ programma met een "Hello world!"-knop:
```
#include
 
<CtrlLib/CtrlLib.h>

using
 
namespace
 
Upp
;

class
 
MyApp
 
:
 
public
 
TopWindow
 
{

    
typedef
 
MyApp
 
CLASSNAME
;

public
:

    
MyApp
()
 
{

        
Title
(
"Hello world"
);

	
button
.
SetLabel
(
"Hello world!"
);

	
button
 
<<=
 
THISBACK
(
Click
);

 	
Add
(
button
.
HSizePos
(
100
,
 
100
).
VSizePos
(
100
,
 
100
));

    
}

    

private
:

    
void
 
Click
()
 
{

        
if
(
PromptYesNo
(
"Button was clicked. Do you want to quit?"
))

	    
Break
();

    
}

    
Button
 
button
;

};

GUI_APP_MAIN

{

    
MyApp
().
Run
();

}

```